# Glukagon

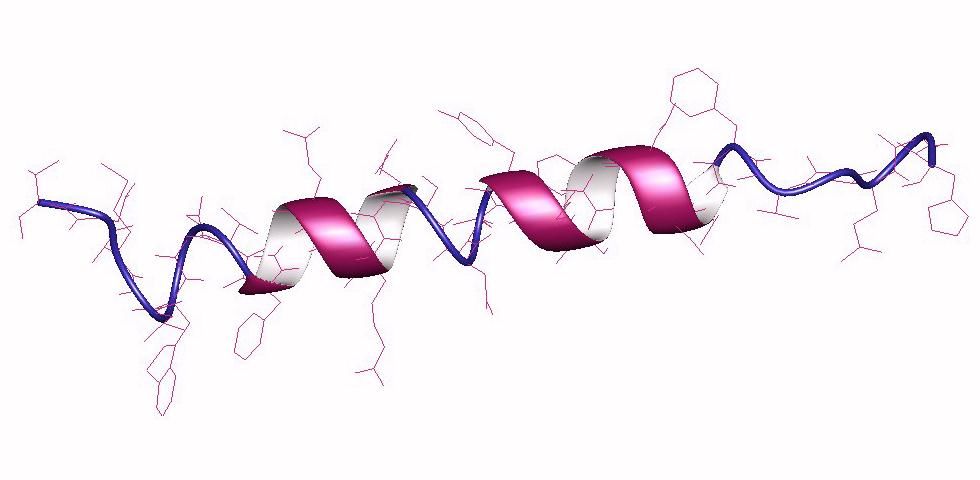
Glukagon

Glukagon är ett blodsockerreglerande peptidhormon i kroppen som bildas i α-celler i bukspottkörteln.
Glukagon utsöndras vid sänkta blodsockernivåer och ökar glukoskoncentrationen i blodplasman, framförallt genom att stimulera nedbrytningen av leverns glykogendepåer vilket leder till frisättning av glukos; glukagon stimulerar även glukoneogenes (nysyntes av glukos). Glukagon har i vissa avseenden en motsatt verkan till insulin. Sekretionen av glukagon (från α-celler) stimuleras inte bara av hypoglykemi (lågt blodsocker), utan också av ökad koncentration av aminosyror i blodet (därför att det är en indikation på att kroppen bryter ner protein i kroppen till glukoneogenes), samt av ökad aktivitet i det sympatiska nervsystemet.
Glukagon är också ett hormon som måste finnas tillgängligt för tillverkningen av ketonkroppar.

## Struktur
Glukagon är ett 29 aminosyrarester långt peptidhormon, som bildas i bukspottkörtelns (pankreas) α-celler genom klyvning av ett cirka 160 aminosyrarester långt prekursorprotein - proglukagon. Proglukagon bildas även i tarmens L-celler men i dessa celler klyvs proglukagon på ett annat sätt och i stället bildas en N- och C-terminalt förlängd form av glukagon (glicentin) samt de två peptidhormonerna GLP-1 ("glucagon-like peptide 1") och GLP-2.